# Средний говор

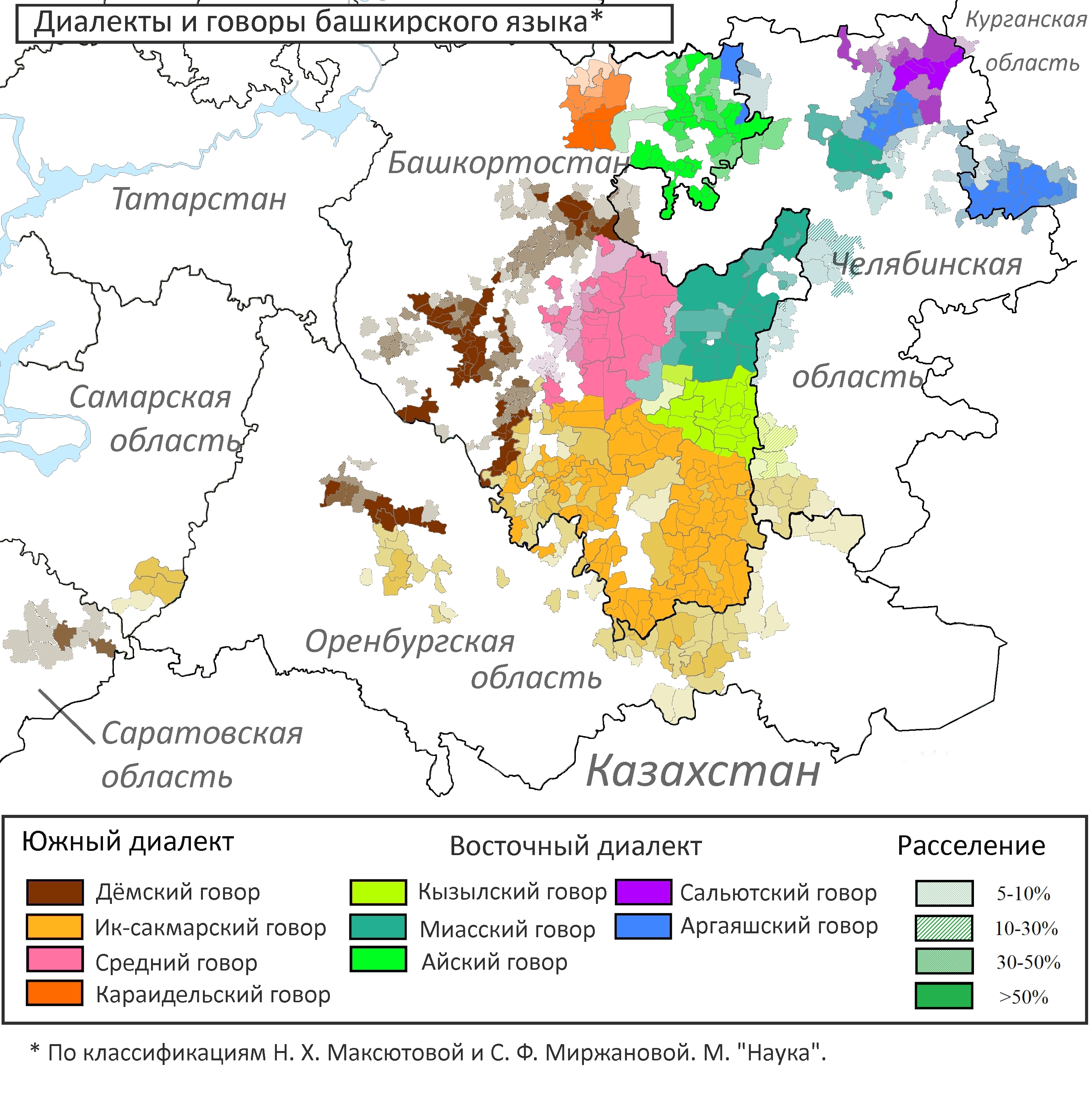
Диалекты и говоры башкирского языка по классификации Максютовой

Средний говор — один из говоров южного диалекта башкирского языка.
Средний говор имеет следующие особенности. К фонетическим относятся устойчивое употребление звука ҙ (звонкий межзубный) и отчётливо выраженный контраст между ө и ү. К морфологическим — совпадения с формами литературного языка аффиксы времени, наклонения и залога, а также использование аналитических форм времени.
Как отмечают некоторые исследователи, именно на основе среднего говора и был сформирован литературный башкирский язык.